# Волк (фильм, 1994)
«Волк» (англ. Wolf) — романтический фильм ужасов 1994 года режиссёра Майка Николса. Премьера фильма состоялась 17 июня 1994 года.

## Сюжет
Редактор крупного издательства Уилл Рэнделл с возрастом теряет свою деловую хватку. А за его спиной зреет заговор, во главе которого стоит протеже Рэнделла, молодой и преуспевающий Стюарт Суинтон. Но однажды с Уиллом Рэнделлом случается небольшое происшествие, кардинально меняющее его ситуацию — по дороге домой на машине он сбивает волка. Потрясённый, Уилл выходит из машины, желая проверить состояние животного. Волк выглядит мёртвым, но внезапно сильно до крови кусает приблизившегося Уилла и убегает. Собравшись обратиться к врачу, Уилл замечает, что рана уже зажила и на месте укуса активно пробиваются волосы, подозрительно напоминающие звериную шерсть.
Однажды утром, проснувшись от звонка будильника, он попросил жену разбудить его через десять минут. В итоге проспал сутки и ещё десять минут.
Начиная с этого момента, Уилл замечает в себе некоторые невероятные большие странности: необычайным образом обостряются его зрение, слух и обоняние, просыпаются поистине звериные решительность и чутьё. Поначалу Рэнделл находит это примечательным, но вскоре неуклонно продолжающиеся метаморфозы начинают его серьёзно тревожить. В городе происходят ночные нападения на людей, отличающиеся звериной жестокостью. В одну из ночей убита жена Уилла. Последний попадает под подозрение ведущих расследование детективов. Сам Уилл уже сомневается в собственной невиновности. Но оказывается, что это дело рук Стюарта, который начинает преследовать Уилла, с жаждой жестокой мести за то, что тот укусил его в момент, когда Уилл обнаружил свою жену в доме Стюарта, - явная очевидность к любовному роману протеже с его супругой и, соответственно, измене, а также что Уилл помочился ему на ботинки и уволил с работы по веским на то причинам (не только из-за измены супруги со Стюартом), которые последуют в сюжете фильма к интригующе ужасающим последствиям. Укус подарил Стюарту такие же метаморфозы, что происходили и у Уилла, его давнего и верного наставника...

## В ролях
- Джек Николсон — Уилл Рэнделл
- Мишель Пфайффер — Лора, дочь Рэймонда Элдена
- Джеймс Спейдер — Стюарт Суинтон
- Кейт Неллиган — Шарлотта Рэнделл, жена Уилла
- Ричард Дженкинс — детектив Карл Бриджер
- Кристофер Пламмер — Рэймонд Элден, владелец издательства
- Айлин Эткинс — Мэри
- Дэвид Хайд Пирс — Рой
- Ом Пури — доктор Виджав Ализеяс
- Рон Рифкин — доктор Ральф
- Брайан Маркинсон — детектив Уэйд
- Дэвид Швиммер — полицейский в зоопарке

## Саундтрек
В 1994 году отдельным CD-изданием вышел саундтрек к фильму, состоящий из 20 композиций, созданных композитором фильма Эннио Морриконе.

### Список композиций
1. Wolf and love — 3:32
2. The Barn — 1:59
3. The Dream and the Dear — 9:15
4. The Moon — 5:28
5. Laura Goes to Join Wolf — 2:20
6. Laura and Wolf United — 1:24
7. First Transition — 1:28
8. The Howl and the City — 3:21
9. Animals and Encounters — 4:37
10. Laura Transformed — 3:36
11. Wolf — 2:48
12. Second Transition — 1:17
13. Wills Final Goodby — 1:31
14. Chase — 5:44
15. Confirmed Doubts — 3:41
16. The Talisman — 3:27
17. Third Transition — 0:57
18. A Shock for Laura — 2:43
19. Laura and Will — 2:26
20. Laura — 2:37